# 越寮關係
越寮關係（越南语： Quan hệ Lào – Việt Nam）是指寮國和越南歷史上及現代的雙邊關係。现代寮國和越南於1962年9月5日建立外交關係，其後又在1977年签署《越寮友好合作條約》，从而确立了越寮两国的「特殊夥伴關係」。寮越友谊也获得了两国党政机关长期的政治宣传。2019年，越共中央总书记、国家主席阮富仲访问老挝时，老挝人民革命党中央对外部部长顺通·赛雅佳称两国关系“始终是伟大友好、特殊团结、全面合作的关系，没有任何言语能够解释和描述寮越关系的重要性”。目前兩國均為東盟、亞太經濟合作組織、不結盟運動及東亞－拉丁美洲合作論壇成員國。

## 历史
寮國爲越南西侧邻国，两国自古龃龉不断。在陈王朝时期，寮國为哀牢、牛吼所统治。據中國學者郭振鐸、張笑梅指出，它們在10世紀至11世紀期間，原是一些獨立的泰族部落聯盟。到陳朝時期，越南曾對它們作出多次征戰。陳仁宗在經歷蒙越戰爭後不久，於1290年（重興六年）農曆二月，計劃親征哀牢。1294年（興隆二年）八月，時任上皇的仁宗再次親征哀牢，該次戰事中，哀牢人奮力抵抗，越軍前鋒忠誠王被哀牢圍攻，越將范五老率軍趕到解圍，大破哀牢，陳朝得勝後大肆搶掠，「生擒人畜，不可勝數」。
哀牢受到陳朝入侵後，亦試圖作出反擊，雙方互有攻守。1297年（興隆五年），哀牢攻取撞龍江，越將范五老擊破哀牢人，重奪該地。1298年（興隆六年）十月，陳朝派軍伐哀牢，越將張顯（原為元朝降將）戰死。1301年（興隆九年）哀牢攻沱江，陳朝派范五老率兵抵禦，雙方在芒枚交戰，越軍得勝，擒獲甚眾。
1329年（開泰六年，二月改元開祐）冬，因牛吼人攻沱江，時任上皇的陳明宗決定親征。廷臣陳克終反對出兵沱江，原因是沱江為「瘴地」，地理環境惡劣，行軍困難，不如轉而進攻南方的占城。上皇明宗認為沱江戰情危急，「當急救之」，於是落實攻打牛吼。在該戰事中，牛吼所屬的占昭寨向越軍投降，明宗亦與之共定降約，但越將昭義侯為了邀功，竟擅自攻占昭寨，卻被占昭寨擊敗。幸好上皇明宗的大軍「號令嚴明，威聲遠震」，使敵軍「聞之奔潰」。:408到1337年（開祐九年），陳朝派兵攻打牛吼，越將興孝王攻入鄭旗寨，酋長車焚被斬，牛吼遂被討平。:418
1334年（開祐六年），上皇明宗親征哀牢。據《大越史記全書》記載，上皇命清化發運使阮忠彥先運軍糧前進，上皇抵達黔州（在乂安省）時，軍勢浩大，哀牢人不願交鋒而退，雙方沒有交戰而作罷。尽管如此，陈明宗仍然命人在山上磨岩刻碑。次年（1335年，開祐七年）九月，上皇明宗患有眼疾，但仍決意再次親征哀牢，原因是「去年親征不果，今年又以疾緩師，天下將謂予怯」。《大越史記全書》提到，上皇命段汝諧為督將，率兵先行。適逢哀牢攻取南戎（乂安屬邑），汝諧認為哀牢軍隊身處南戎，「其衆單弱，擊之必克」，便帶兵沿屑邏江（又作屑邏大江，在南戎）而下。汝諧經過真臘等國時，呼籲各國派子弟入朝，耀武揚威。但越軍與哀牢人交戰時，遇上濃霧，而哀牢人「先伏象馬夾攻」，於是越軍大敗，段汝諧與不少士兵墮水溺死。1336年（開祐八年）二月，上皇明宗從哀牢返回國都昇龍。:418此后，陈朝又屡次发动战争侵略哀牢。
13世紀末，澜沧王国成立，澜沧王国一直与明朝保持着良好的联系，明成祖伐安南时，澜沧也多次配合明军镇压安南。1427年，澜沧派遣使者到达安南。1432年，黎利亲征澜沧王国。1434年，澜沧、华潘派遣使者到达安南。次年，澜沧又派遣使者到达安南，由于当时南掌局势动荡，黎朝于当年农历三月设置了两处防御使监管澜沧。
此后，澜沧王国的近邻川壙王國（孟潘，越史稱盆蠻、盆忙）曾向黎要求內附而改為歸合州，但該地酋長仍可世襲管治權，黎氏朝廷亦派人員駐守監察。但在黎聖宗時，川壙獲得瀾滄王國的協助，驅逐後黎朝駐守人員，以圖反抗。聖宗出兵征討，殺死酋長琴公（Khamkong），川壙餘眾只得請降。戰後，聖宗封琴冬（Khamthorn）為宣慰大使，並設置官員管治。因川壙王國與瀾滄王國聯合，侵擾越南西部邊境。黎聖宗便命黎壽域、鄭公路、黎廷彥、黎弄、黎仁孝等率兵，分五路從乂安、清化、興安等地反攻，追擊瀾滄軍隊，結果得勝而回。據越南史籍所載，越軍在此役中「入老撾城獲寶物，其國王遁走，虜其民，畧地至長沙河（或作金沙河）界，夾偭國（或作缅甸）南邊」，亦即從老撾人手上奪取不少財物、人口和土地。
此后，由于后黎朝的长期内乱、鄭阮紛爭及南进运动，加之澜沧王国与西南邻国的纷争，越南与寮國的关系相对较为缓和。

### 昭阿努之亂
1826年，万象王国國王昭阿努（阿弩）起兵反抗暹羅的統治，寮國各地的酋長也紛紛舉兵響應。昭阿努率軍攻打暹羅的那空叻差是瑪府（呵叻府）、沙拉武里府，但被暹羅擊敗。翌年，暹羅國王拉瑪三世派遣博丁德差攻破万象，將這座城市洗劫一空。昭阿努只得向越南求援。明命帝同意了這個請求，派遣潘文璻經略邊務大臣前去救援。又派黎德祿、阮公近率兵三千，從乂安出發，經川壙（鎮寧府）前去，迎接昭阿努到乂安。途中，黎德祿、阮公近派人繪製地圖，送往順化。
1828年，昭阿努聲稱實力已經恢復，希望收復万象之地。明命帝便派潘文璻為經略大臣、阮文春為副大臣、阮科豪為參贊，率兵三千，經川壙（鎮寧）攻打万象。但事實上這三千士兵持觀望態度，坐視昭阿努成敗。昭阿努再次被暹羅擊敗，向阮朝朝廷請求支援。明命帝拒絕了他的要求，派兵防守邊境。昭阿努被川壙王昭內擒獲，獻給暹羅。
隨後，暹羅又進攻寮國各部落，寮國各部落不滿，向阮朝求救。明命帝派范文典經理甘露諸事，黎登瀛為參贊軍務，支持寮國各部落同暹羅對抗。范文典一面作書給暹羅統帥博丁得差斥責他，一面分兵三路進軍寮國。博丁得差見越南軍隊強大，作書表示沒有與越南作對的意思，並撤兵歸國。川壙王昭內便要求內附阮朝，明命帝封其為鎮寧防禦使，让昭内带着人丁冊及田亩册上呈阮朝。以其地置鎮寧府（今寮國川圹省），下辖七县。寮國各部落為求自保，纷纷内附阮朝。明命帝又以同樣手法，在这些地区设置羁縻州府，封部落酋长为土官，将边境向西扩展，一直推进到湄公河岸边。
明命年間，越南侵佔了寮國三分之二的领土，在寮國設置有七個府，分別是镇靖府（今万象）、镇蛮府、镇边府（皆在今華潘省）、镇定府（今甘蒙省）、乐边府（今沙湾拿吉省）、镇宁府（今川圹省）。其中鎮邊、鎮定兩府隸屬乂安，鎮蠻府隸屬清化。又設置甘露九州，劃歸廣治管轄。明命帝派兵駐守鎮寧等地，把乂安的罪犯流放到這裡進行開墾。
1829年，明命帝以昭內不朝貢為由，派謝光巨領兵前往鎮寧，擒獲昭內，送往順化處死。謝光巨隨即接管了鎮寧府事務，推薦土官昭况、欽撅擔任自己的副手。1830年，謝光巨被召回，但阮朝仍駐軍鎮寧。1832年，昭况被封為鎮寧防禦使，賜名嶠貺；欽撅被封為鎮寧防禦同知，賜名欽闕。暹羅派人招誘二人。1834年，二人率部投降暹羅。在此後暹羅與越南爆發的戰爭中，川壙是雙方長期爭奪的對象。但直到1850年代，暹羅才徹底控制川壙。

## 近现代的两国关系

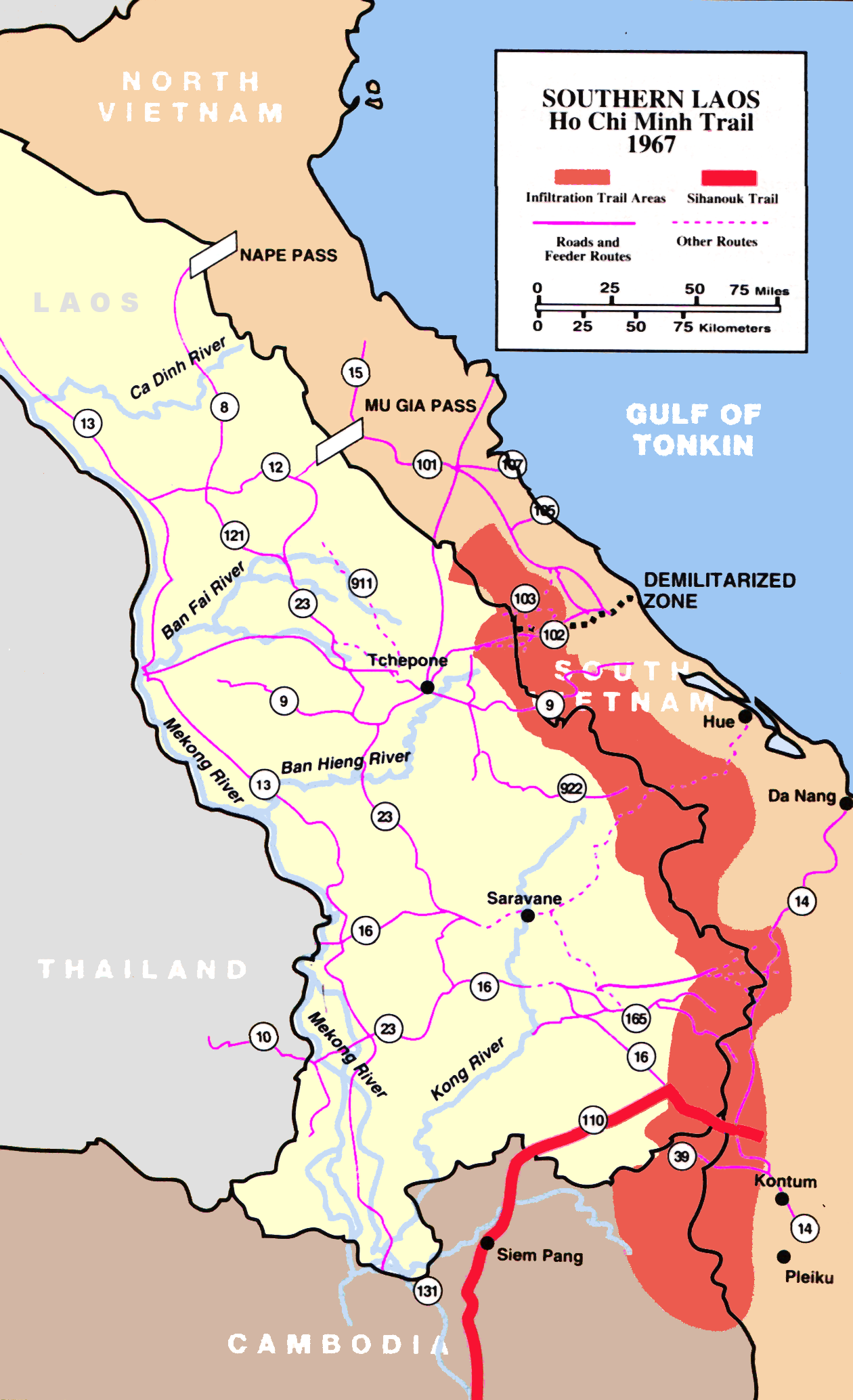
越南邻近老挝国境线的胡志明小道

19世纪后半叶，法国逐渐渗入中南半岛，并且先后侵占了越南与寮國。两国均于1898年并入法属印度支那。直到两国分别于1945年、1954年独立。但独立后的老挝王国实行反共主义，仅与越南共和国建交。尽管日内瓦会议通过了老挝的中立立场，然而越南人民军依然持续在老挝北部和东南部作战。自1954年，老挝不断试图将北越赶出老挝，但是不管之前的协议和妥协，河内政府始终不愿意放弃老挝和巴特寮。寮國至1962年才与越南民主共和国建交。而两国在1960年底，也沦为了国际超级大国冲突的角斗场。1975年，在苏联、越南民主共和国支持下的巴特寮进入万象推翻了老挝王国，越南裔政治家凯山·丰威汉建立了亲越南的政权。并与越南在1977年7月18日在万象签署了《越老友好合作条约》。之后越南通过增派军队、顾问和专家从实际上掌管了老挝，老挝由此成为越南的附属国。1979年，中越战争爆发，中国要求越南撤出老挝。3月21日，越南在《越共中央电贺寮党成立二十四周年》中再次强调越南完全按照1977年签订的《越寮友好合作条约》履行义务。这一局面在20世纪80年代后期出现转变，越南最终撤回了大部分顾问及90%的驻军，但两国仍然维持着密切的高层来往，维持特殊关系。老挝人民革命党与越南共产党皆于1986年宣布实行革新开放政策，推行市场化的经济改革。至2016年底，越南在老挝投资累计达51亿美元，主要涉及能源、服务、基础设施、矿产、金融、农业和林业部门，老挝也是越南最大的投资接受国，而越南长期为则是老挝第三大投资国，仅次于中国与泰国。
2012年是越寮团结友好年，双方共同庆祝建交50周年和《越寮友好合作条约》签署35周年。并同意年内，两国大力推进政治、经济和文化社会等所有领域的合作。